# Seznam polopravidelných proměnných hvězd
Toto je seznam polopravidelných proměnných hvězd.
- Betelgeuze (Alfa Orionis)
- Mirach (Beta Andromedae)
- Ras Algethi (Alfa Herculis, dvojhvězda)
- Delta Virginis (Auva)
- Mí Cephei
- AF Cygni
- RR Coronae Borealis
- SV Ursae Majoris
- SX Herculis
- Z Aquarii